# 에우리디케 (크레온의 아내)
에우리디케(Eurydice)는 그리스 신화에 나오는 크레온의 아내이다. 크레온과의 사이에서 하이몬과 메노이케우스 등의 아들을 두었다. 하이몬은 장남의 이름이자 막내의 이름이기도 하였다고 한다. 세 아들 모두 불행한 최후를 맞았는데, 장남 하이몬은 스핑크스가 내놓은 수수께끼를 풀지 못하여 잡아먹혔다. 메노이케우스는 아드라스토스와 티데우스 등 이른바 '테베를 공격한 일곱 장군'이 쳐들어왔을 때, 스파르토이의 자손으로서 동정을 지키고 있는 남자가 테베를 위해 목숨을 바치면 싸움에서 이길 것이라는 테이레시아스의 예언에 따라 자신을 희생하였다. 막내인 하이몬은 약혼녀 안티고네가 아버지 크레온에 의해 감옥에 갇힌 뒤 목을 매 자살하자, 아버지를 원망하며 안티고네의 주검 앞에서 스스로 목숨을 끊었다.